# L'Île noyée
 (octobre 2019).
Si vous disposez d'ouvrages ou d'articles de référence ou si vous connaissez des sites web de qualité traitant du thème abordé ici, merci de compléter l'article en donnant les références utiles à sa vérifiabilité et en les liant à la section « Notes et références ».
L’Île noyée est un jeu vidéo d'aventure en pointer-et-cliquer présenté lors du salon de la Games Convention de 2007 à Leipzig. Ce jeu a été développé par White Birds Productions et le scénario, ainsi que les graphismes, ont été conçus par Benoît Sokal, qui s'était déjà illustré dans le domaine du jeu vidéo avec, en autres, L'Amerzone et Syberia. L'Île noyée est sorti en France le 4 octobre 2007 sur PC.
Benoît Sokal explique dans une interview à propos de son jeu : « L'Île noyée est à la base une enquête de l'Inspecteur Canardo dont on a vaguement repris les grandes lignes ». L'inspecteur Canardo est un personnage de bande dessinée créé par Benoît Sokal à la fin des années 1970.

## Intrigue

### Situation initiale
Un richissime homme d'affaires américain, Walter Jones, a fait construire sur la petite île de Sagorah, aux Maldives, une tour gigantesque. Ce bâtiment d'architecture Art déco, particulièrement insolite, est destiné à devenir prochainement un hôtel de luxe. Walter Jones, quant à lui, a déjà installé sa nouvelle résidence personnelle dans les derniers étages de la tour, juste en dessous du bureau de l'architecte se trouvant au 22e et dernier étage. Alors que ce projet pharaonique mérite encore quelques travaux avant de pouvoir être ouvert au public, Walter Jones décide d'inviter ses petits-enfants ainsi que leurs conjoints, en leur indiquant qu'il voudrait s'entretenir avec eux sur ses dernières décisions testamentaires. Il n'en aura pas le temps.
Jack Norm, policier, est envoyé à Sagorah pour élucider la mort mystérieuse du milliardaire, retrouvé inanimé sur une plage de l'île au pied d'une petite falaise. Savoir si cette mort est naturelle ou s'il s'agit d'un assassinat, telle est la première question à résoudre pour l'inspecteur Norm.
Coupé de tout par une tempête extraordinaire, Jack Norm va devoir faire la lumière sur cette affaire, alors que les dix personnes bloquées avec lui sur l'île semblent toutes avoir une raison plus ou moins prononcée d'en vouloir au défunt.

### Personnages

#### L'inspecteur Norm
L'inspecteur Norm, que le joueur dirige dans le jeu, a été inventé par Benoît Sokal et apparaît ici pour la première fois. Cependant, son auteur lui a imaginé une identité non révélée dans le jeu. Sokal la dévoile dans une interview de juillet 2007 en parlant ainsi de son personnage : « C'est un flic parmi tant d'autres. J'ai imaginé qu'il était breton. Je ne sais pas vraiment pourquoi. Sans doute son côté un peu têtu, peu influençable. Dans le jeu, une femme essaie de lui faire du charme sans succès. Pour le moment, cela reste un personnage assez ouvert ». On apprend par ailleurs sur le site officiel que Jack Norm fait partie de la police criminelle de Paris. Dans une autre interview, Benoît Sokal a révélé que Jack Norm était divorcé et avait une fille.
L'inspecteur Norm vit dans L'Île noyée sa première aventure. Benoît Sokal, son créateur, explique dans une interview en juin 2008 que Norm devrait à nouveau enquêter dans une aventure se déroulant dans un théâtre de Broadway. Sokal explique avoir déjà écrit en partie le scénario.
Par ailleurs, l'inspecteur Norm pourrait vivre de nouvelles aventures inventées par d'autres scénaristes que Benoît Sokal. Ce dernier explique dans une interview de 2007 qu'il aimerait voir des auteurs de littérature prendre goût au jeu vidéo d'aventure et créer à leur tour des scénarios d'enquêtes policières pour des jeux vidéo, proposant à White Birds Productions de s'occuper de l'aspect technique qu'un tel projet demande. Ces scénarios, d'après lui, devraient être similaires à celui de L'Île noyée dans le sens où les enquêtes se dérouleraient en lieu clos, avec une dizaine de suspects, mais où un seul d'entre eux serait le véritable meurtrier. Sokal explique toutefois que ces règles très strictes pourraient subir de subtiles modifications.
Ces nouvelles aventures pourraient reprendre le personnage de Jack Norm, Sokal proposant de « garder le même flic et demander aux auteurs de l'épaissir psychologiquement », et précise au sujet de son personnage : « aujourd'hui il est relativement creux comme tous les personnages qui doivent s'introduire dans un univers et poser des questions. Les suites pourraient l'épaissir ». Cependant, rien n'est encore décidé, et Sokal évoque la possibilité que les enquêtes écrites par des auteurs de littérature soient menées par d'autres inspecteurs que Norm. Sokal ajoute d'ailleurs que garder le même inspecteur pour ces nouvelles aventures lui paraît « très contraignant ».

#### Suspects
Au tout début de l'enquête, Jack Norm apprend que Walter Jones, peu avant sa mort, avait décidé de réunir tous ses petits-enfants dans sa gigantesque tour dans le but de leur faire de ses décisions testamentaires. Le joueur observateur remarquera qu'il s'agit des petits-enfants et non du ou des enfants de Walter Jones. Aucune explication n'est alors donnée à ce sujet. La femme de Walter reste elle aussi une énigme. Ainsi, le joueur comprend d'abord les relations familiales de cette manière :
|                       |                       |                       |                       |                       |                       |  |  |                    |                    |                    |                    |                    |                    |  |  |                    |                    | Walter Jones Mort à 82 ans |                    |                    |                    |  |  |                    |                    |                    |                    |                    |                    |  |  |                    |                    |                    |                    |                    |                    |  |  |                         |                         |                         |                         |                         |                         |  |  |
|                       |                       |                       |                       |                       |                       |  |  |                    |                    |                    |                    |                    |                    |  |  |                    |                    |                            |                    |                    |                    |  |  |                    |                    |                    |                    |                    |                    |  |  |                    |                    |                    |                    |                    |                    |  |  |                         |                         |                         |                         |                         |                         |  |  |
|                       |                       |                       |                       |                       |                       |  |  |                    |                    |                    |                    |                    |                    |  |  |                    |                    | Fils ou fille de Walter    |                    |                    |                    |  |  |                    |                    |                    |                    |                    |                    |  |  |                    |                    |                    |                    |                    |                    |  |  |                         |                         |                         |                         |                         |                         |  |  |
|                       |                       |                       |                       |                       |                       |  |  |                    |                    |                    |                    |                    |                    |  |  |                    |                    |                            |                    |                    |                    |  |  |                    |                    |                    |                    |                    |                    |  |  |                    |                    |                    |                    |                    |                    |  |  |                         |                         |                         |                         |                         |                         |  |  |
|                       |                       |                       |                       |                       |                       |  |  |                    |                    |                    |                    |                    |                    |  |  |                    |                    |                            |                    |                    |                    |  |  |                    |                    |                    |                    |                    |                    |  |  |                    |                    |                    |                    |                    |                    |  |  |                         |                         |                         |                         |                         |                         |  |  |
| Martin Abruzzi 34 ans | Martin Abruzzi 34 ans | Martin Abruzzi 34 ans | Martin Abruzzi 34 ans | Martin Abruzzi 34 ans | Martin Abruzzi 34 ans |  |  | Sonia Jones 35 ans | Sonia Jones 35 ans | Sonia Jones 35 ans | Sonia Jones 35 ans | Sonia Jones 35 ans | Sonia Jones 35 ans |  |  | Billy Jones 33 ans | Billy Jones 33 ans | Billy Jones 33 ans         | Billy Jones 33 ans | Billy Jones 33 ans | Billy Jones 33 ans |  |  | Clara Jones 36 ans | Clara Jones 36 ans | Clara Jones 36 ans | Clara Jones 36 ans | Clara Jones 36 ans | Clara Jones 36 ans |  |  | Marco Jones 31 ans | Marco Jones 31 ans | Marco Jones 31 ans | Marco Jones 31 ans | Marco Jones 31 ans | Marco Jones 31 ans |  |  | Cristina Bromski 30 ans | Cristina Bromski 30 ans | Cristina Bromski 30 ans | Cristina Bromski 30 ans | Cristina Bromski 30 ans | Cristina Bromski 30 ans |  |  |
| Martin Abruzzi 34 ans | Martin Abruzzi 34 ans | Martin Abruzzi 34 ans | Martin Abruzzi 34 ans | Martin Abruzzi 34 ans | Martin Abruzzi 34 ans |  |  | Sonia Jones 35 ans | Sonia Jones 35 ans | Sonia Jones 35 ans | Sonia Jones 35 ans | Sonia Jones 35 ans | Sonia Jones 35 ans |  |  | Billy Jones 33 ans | Billy Jones 33 ans | Billy Jones 33 ans         | Billy Jones 33 ans | Billy Jones 33 ans | Billy Jones 33 ans |  |  | Clara Jones 36 ans | Clara Jones 36 ans | Clara Jones 36 ans | Clara Jones 36 ans | Clara Jones 36 ans | Clara Jones 36 ans |  |  | Marco Jones 31 ans | Marco Jones 31 ans | Marco Jones 31 ans | Marco Jones 31 ans | Marco Jones 31 ans | Marco Jones 31 ans |  |  | Cristina Bromski 30 ans | Cristina Bromski 30 ans | Cristina Bromski 30 ans | Cristina Bromski 30 ans | Cristina Bromski 30 ans | Cristina Bromski 30 ans |  |  |

Au cours de l'enquête, des conversations, des documents, et des révélations parfois très surprenantes vont venir compléter l'arbre généalogique de la famille Jones. Ainsi, à la fin du jeu, le véritable arbre généalogique de la famille peut être reconstitué (note : les dates de naissance et de mort peuvent être approximatives, quelqu'un comme Sonia ayant 35 ans en juin 2006 pouvant être née en 1971 ou en 1970) :
|                                    |                                    |                                    |                                    |                                    |                                    |                            |                            |                                                          |                                                          |                                                          |                                                          | Samuel Jones                                              |                                                           |                                                           |                                                           |                                                           |                                                           |                                                   |                                                   |                                                   |                                                   |  |  |                                  |                                  |                                  |                                  |                                  |                                  |  |  |                              |                              |                              |                              |                              |                              |  |  |                                       |                                       |                                       |                                       |                                       |                                       |  |  |
|                                    |                                    |                                    |                                    |                                    |                                    |                            |                            |                                                          |                                                          |                                                          |                                                          |                                                           |                                                           |                                                           |                                                           |                                                           |                                                           |                                                   |                                                   |                                                   |                                                   |  |  |                                  |                                  |                                  |                                  |                                  |                                  |  |  |                              |                              |                              |                              |                              |                              |  |  |                                       |                                       |                                       |                                       |                                       |                                       |  |  |
|                                    |                                    |                                    |                                    | Anna Jones Décédée en 1975         | Anna Jones Décédée en 1975         | Anna Jones Décédée en 1975 | Anna Jones Décédée en 1975 | Anna Jones Décédée en 1975                               | Anna Jones Décédée en 1975                               |                                                          |                                                          | Walter Jones Assassiné à 82 ans par Marco Jones 1924-2006 | Walter Jones Assassiné à 82 ans par Marco Jones 1924-2006 | Walter Jones Assassiné à 82 ans par Marco Jones 1924-2006 | Walter Jones Assassiné à 82 ans par Marco Jones 1924-2006 | Walter Jones Assassiné à 82 ans par Marco Jones 1924-2006 | Walter Jones Assassiné à 82 ans par Marco Jones 1924-2006 |                                                   |                                                   |                                                   |                                                   |  |  |                                  |                                  |                                  |                                  |                                  |                                  |  |  |                              |                              |                              |                              |                              |                              |  |  |                                       |                                       |                                       |                                       |                                       |                                       |  |  |
|                                    |                                    |                                    |                                    | Anna Jones Décédée en 1975         | Anna Jones Décédée en 1975         | Anna Jones Décédée en 1975 | Anna Jones Décédée en 1975 | Anna Jones Décédée en 1975                               | Anna Jones Décédée en 1975                               |                                                          |                                                          | Walter Jones Assassiné à 82 ans par Marco Jones 1924-2006 | Walter Jones Assassiné à 82 ans par Marco Jones 1924-2006 | Walter Jones Assassiné à 82 ans par Marco Jones 1924-2006 | Walter Jones Assassiné à 82 ans par Marco Jones 1924-2006 | Walter Jones Assassiné à 82 ans par Marco Jones 1924-2006 | Walter Jones Assassiné à 82 ans par Marco Jones 1924-2006 |                                                   |                                                   |                                                   |                                                   |  |  |                                  |                                  |                                  |                                  |                                  |                                  |  |  |                              |                              |                              |                              |                              |                              |  |  |                                       |                                       |                                       |                                       |                                       |                                       |  |  |
|                                    |                                    |                                    |                                    |                                    |                                    |                            |                            |                                                          |                                                          |                                                          |                                                          |                                                           |                                                           |                                                           |                                                           |                                                           |                                                           |                                                   |                                                   |                                                   |                                                   |  |  |                                  |                                  |                                  |                                  |                                  |                                  |  |  |                              |                              |                              |                              |                              |                              |  |  |                                       |                                       |                                       |                                       |                                       |                                       |  |  |
|                                    |                                    |                                    |                                    |                                    |                                    |                            |                            |                                                          |                                                          |                                                          |                                                          |                                                           |                                                           |                                                           |                                                           |                                                           |                                                           |                                                   |                                                   |                                                   |                                                   |  |  |                                  |                                  |                                  |                                  |                                  |                                  |  |  |                              |                              |                              |                              |                              |                              |  |  |                                       |                                       |                                       |                                       |                                       |                                       |  |  |
|                                    |                                    |                                    |                                    |                                    |                                    |                            |                            | Édouard Jones Assassiné en 2002 par des sbires de Walter | Édouard Jones Assassiné en 2002 par des sbires de Walter | Édouard Jones Assassiné en 2002 par des sbires de Walter | Édouard Jones Assassiné en 2002 par des sbires de Walter | Édouard Jones Assassiné en 2002 par des sbires de Walter  | Édouard Jones Assassiné en 2002 par des sbires de Walter  |                                                           |                                                           | Isabella Jones Décédée peu de temps après Édouard         | Isabella Jones Décédée peu de temps après Édouard         | Isabella Jones Décédée peu de temps après Édouard | Isabella Jones Décédée peu de temps après Édouard | Isabella Jones Décédée peu de temps après Édouard | Isabella Jones Décédée peu de temps après Édouard |  |  |                                  |                                  |                                  |                                  |                                  |                                  |  |  |                              |                              |                              |                              |                              |                              |  |  |                                       |                                       |                                       |                                       |                                       |                                       |  |  |
|                                    |                                    |                                    |                                    |                                    |                                    |                            |                            | Édouard Jones Assassiné en 2002 par des sbires de Walter | Édouard Jones Assassiné en 2002 par des sbires de Walter | Édouard Jones Assassiné en 2002 par des sbires de Walter | Édouard Jones Assassiné en 2002 par des sbires de Walter | Édouard Jones Assassiné en 2002 par des sbires de Walter  | Édouard Jones Assassiné en 2002 par des sbires de Walter  |                                                           |                                                           | Isabella Jones Décédée peu de temps après Édouard         | Isabella Jones Décédée peu de temps après Édouard         | Isabella Jones Décédée peu de temps après Édouard | Isabella Jones Décédée peu de temps après Édouard | Isabella Jones Décédée peu de temps après Édouard | Isabella Jones Décédée peu de temps après Édouard |  |  |                                  |                                  |                                  |                                  |                                  |                                  |  |  |                              |                              |                              |                              |                              |                              |  |  |                                       |                                       |                                       |                                       |                                       |                                       |  |  |
|                                    |                                    |                                    |                                    |                                    |                                    |                            |                            |                                                          |                                                          |                                                          |                                                          |                                                           |                                                           |                                                           |                                                           |                                                           |                                                           |                                                   |                                                   |                                                   |                                                   |  |  |                                  |                                  |                                  |                                  |                                  |                                  |  |  |                              |                              |                              |                              |                              |                              |  |  |                                       |                                       |                                       |                                       |                                       |                                       |  |  |
|                                    |                                    |                                    |                                    |                                    |                                    |                            |                            |                                                          |                                                          |                                                          |                                                          |                                                           |                                                           |                                                           |                                                           |                                                           |                                                           |                                                   |                                                   |                                                   |                                                   |  |  |                                  |                                  |                                  |                                  |                                  |                                  |  |  |                              |                              |                              |                              |                              |                              |  |  |                                       |                                       |                                       |                                       |                                       |                                       |  |  |
| Martin Abruzzi 34 ans Né vers 1972 | Martin Abruzzi 34 ans Né vers 1972 | Martin Abruzzi 34 ans Né vers 1972 | Martin Abruzzi 34 ans Né vers 1972 | Martin Abruzzi 34 ans Né vers 1972 | Martin Abruzzi 34 ans Né vers 1972 |                            |                            | Sonia Jones 35 ans Née vers 1971                         | Sonia Jones 35 ans Née vers 1971                         | Sonia Jones 35 ans Née vers 1971                         | Sonia Jones 35 ans Née vers 1971                         | Sonia Jones 35 ans Née vers 1971                          | Sonia Jones 35 ans Née vers 1971                          |                                                           |                                                           | Billy Jones 33 ans Né vers 1973                           | Billy Jones 33 ans Né vers 1973                           | Billy Jones 33 ans Né vers 1973                   | Billy Jones 33 ans Né vers 1973                   | Billy Jones 33 ans Né vers 1973                   | Billy Jones 33 ans Né vers 1973                   |  |  | Clara Jones 36 ans Née vers 1970 | Clara Jones 36 ans Née vers 1970 | Clara Jones 36 ans Née vers 1970 | Clara Jones 36 ans Née vers 1970 | Clara Jones 36 ans Née vers 1970 | Clara Jones 36 ans Née vers 1970 |  |  | Marco Jones 31 ans 1974-2006 | Marco Jones 31 ans 1974-2006 | Marco Jones 31 ans 1974-2006 | Marco Jones 31 ans 1974-2006 | Marco Jones 31 ans 1974-2006 | Marco Jones 31 ans 1974-2006 |  |  | Cristina Bromski 30 ans Née vers 1976 | Cristina Bromski 30 ans Née vers 1976 | Cristina Bromski 30 ans Née vers 1976 | Cristina Bromski 30 ans Née vers 1976 | Cristina Bromski 30 ans Née vers 1976 | Cristina Bromski 30 ans Née vers 1976 |  |  |
| Martin Abruzzi 34 ans Né vers 1972 | Martin Abruzzi 34 ans Né vers 1972 | Martin Abruzzi 34 ans Né vers 1972 | Martin Abruzzi 34 ans Né vers 1972 | Martin Abruzzi 34 ans Né vers 1972 | Martin Abruzzi 34 ans Né vers 1972 |                            |                            | Sonia Jones 35 ans Née vers 1971                         | Sonia Jones 35 ans Née vers 1971                         | Sonia Jones 35 ans Née vers 1971                         | Sonia Jones 35 ans Née vers 1971                         | Sonia Jones 35 ans Née vers 1971                          | Sonia Jones 35 ans Née vers 1971                          |                                                           |                                                           | Billy Jones 33 ans Né vers 1973                           | Billy Jones 33 ans Né vers 1973                           | Billy Jones 33 ans Né vers 1973                   | Billy Jones 33 ans Né vers 1973                   | Billy Jones 33 ans Né vers 1973                   | Billy Jones 33 ans Né vers 1973                   |  |  | Clara Jones 36 ans Née vers 1970 | Clara Jones 36 ans Née vers 1970 | Clara Jones 36 ans Née vers 1970 | Clara Jones 36 ans Née vers 1970 | Clara Jones 36 ans Née vers 1970 | Clara Jones 36 ans Née vers 1970 |  |  | Marco Jones 31 ans 1974-2006 | Marco Jones 31 ans 1974-2006 | Marco Jones 31 ans 1974-2006 | Marco Jones 31 ans 1974-2006 | Marco Jones 31 ans 1974-2006 | Marco Jones 31 ans 1974-2006 |  |  | Cristina Bromski 30 ans Née vers 1976 | Cristina Bromski 30 ans Née vers 1976 | Cristina Bromski 30 ans Née vers 1976 | Cristina Bromski 30 ans Née vers 1976 | Cristina Bromski 30 ans Née vers 1976 | Cristina Bromski 30 ans Née vers 1976 |  |  |

### Comparaison avec la bande dessinée d'origine
Comme évoqué en introduction, le jeu L'Île noyée est une adaptation assez libre de la bande dessinée des aventures de l'inspecteur Canardo elle-même intitulée L'Île noyée et sortie en 1992.
Le cœur du scénario reste le même entre le jeu et la bande dessinée : sur une île imaginaire des Maldives, où se trouve essentiellement un hôtel, un meurtre est commis, puis un second par la suite. Or, le (ou les) criminel(s) se trouve(nt) forcément au sein de la petite dizaine de personnes qui séjourne sur l'île. Un inspecteur (Canardo dans la BD, Jack Norm dans le jeu) mène l'enquête (de manière cependant très différente entre les deux intrigues) pour trouver le criminel. Il doit faire vite, car par un étrange phénomène, l'île s'enfonce dans la mer au fil des jours, ce qui risque de détruire les éventuelles indices et preuves. À noter que si dans le jeu, l'inspecteur Norm est envoyé sur l'île spécialement pour résoudre le premier meurtre, dans la BD Canardo est en revanche déjà présent sur l'île quand le meurtre a lieu. Dans les deux cas, l'île et l'hôtel finissent complètement engloutis.
Des parallèles peuvent aussi être tracés au niveau des personnages, bien qu'il s'agisse d'animaux dans la BD (comme dans toutes les aventures de Canardo) et non d'humains comme dans le jeu. Baïna (jeu) semble être inspirée de Mariette (BD), ne serait-ce que par son mutisme et son renfermement. Dans le jeu, elle reste proche de son père Kolio, tandis que dans la BD, c'est de son frère Yann. Par ailleurs, on trouve dans les deux cas la figure de l'ingénieur inquiet qui a étudié les raisons pour lesquelles l'île est en train de s'enfoncer dans la mer : Lorenzo Battaglieri dans le jeu et Eugène Plichemard dans la BD. Cependant, la différence majeure entre les deux œuvres provient du fait que dans le jeu, les 10 suspects sont des personnes de la même famille (accompagnés de leurs conjoints, mais cela reste un cadre globalement familial), tandis que dans la BD ce sont des touristes qui n'ont à l'origine aucun lien entre eux. La seconde différence majeure provient des motivations expliquant les meurtres, qui sont très différentes entre le jeu et la BD, bien qu'une question de vengeance sur fond d'histoire familiale puisse apparaître comme un point commun.

## Système de jeu
L'Île noyée est un jeu vidéo d'aventure très typique de ce genre. En effet, le jeu est basé sur un gameplay en pointer-et-cliquer qui permet au joueur de fouiller les décors avec sa souris à la recherche d'indices qui vont pouvoir faire avancer l'enquête. Le joueur dirige l'inspecteur Norm avec une perspective à la troisième personne (Jack Norm est visible à l'écran, le joueur ne l'incarne pas).
Comme dans la plupart des jeux en pointer-et-cliquer à la troisième personne, les décors sont constitués d'une simple image en 2D, tandis que les personnages qui s'y déplacent sont en 3D. Ce mélange de 2D et de 3D porte le nom de gameplay en 2,5D. L'avantage de la 2,5D est que les décors en 2D peuvent être travaillés avec une très grande précision graphique du fait qu'il ne sont qu'une simple image, alors que cela est plus difficile avec des décors en 3D qui demandent beaucoup de travail pour être modélisés de façon réaliste. Le fait d'avoir des décors d'une certaine beauté semble d'une grande importance pour Benoît Sokal qui a longtemps travaillé dans le domaine de la bande dessinée avant de se lancer dans le jeu vidéo.
Concernant le déroulement du jeu, deux modes existent : le mode « aventure » et le mode « contre la montre ». En mode « aventure », le joueur n'a aucune contrainte, et pourra profiter des décors sans contrainte de temps. C'est tout le contraire dans le mode « contre-la-montre » où le temps défile petit à petit et où le joueur va devoir être efficace dans son enquête pour rassembler tous les indices avant qu'il ne soit trop tard. Si le joueur perd trop de temps, il finira par perdre le jeu.
Les précédents jeux réalisés par Benoît Sokal n'incluaient pas jusqu'alors un mode en temps limité. Le concepteur du jeu s'en explique dans une interview, en mettant en avant son envie de changer un petit peu pour éviter de « faire sans arrêt la même chose », en réalisant cette fois un jeu « plus dense » et « plus resserré », et a ainsi choisi le cadre d'une enquête policière, que lui avait suggéré Olivier Fontenay. Il explique dans cette même interview que le principe d'une course contre la montre était quelque chose d'important, obligeant le joueur « à ne pas trop traîner ». Il ajoute que le mode « aventure » a été réalisé pour ne pas « mécontenter les joueurs qui sont plus contemplatifs et qui ont envie de visiter toute cette tour gigantesque, ou l'île qui est tout autour ».

## Un jeu s'inscrivant dans l'univers de Sokal
L'Île noyée a été conçu par Benoît Sokal, et ce jeu porte des marques caractéristiques propres à son créateur. Le jeu s'inscrit en effet dans un univers basé sur des éléments réalistes (il ne s'agit pas d'un univers de fantasy), mais dont certains aspects sont en eux-mêmes irréalistes (une tour gigantesque perdue au milieu de l'océan Indien par exemple). Ce singulier mélange se retrouve dans la plupart des jeux du game designer belge.

### Les lieux
Tout comme dans L'Amerzone, premier jeu vidéo de Benoît Sokal, le scénario se déroule sur une île imaginaire au climat très différent de ce que l'on peut trouver en Europe. Alors que l'Amerzone se déroule en Amérique du Sud, l'île de Sagorah sur laquelle est bâtie la gigantesque tour de Walter Jones se situe au cœur de l'archipel fictif des Maladives, référence appuyée aux Maldives. Cette tour de style Art déco n'est pas sans rappeler l'Empire State Building, symbole à la fois du capitalisme triomphant... et de son échec ! (En effet, la construction du gratte-ciel avait été programmée avant la Grande Crise de 1929 et a été achevée après, en 1931. L'édifice restera à moitié vide jusque dans les années 1950.) Dans le jeu, le poids de cette tour provoque la submersion de l'île, métaphore d'un monde et de cultures en train de disparaître sous le poids d'un capitalisme agressif. De fait, les Maldives sont bel et bien menacées de disparaître sous les eaux en raison de la fonte des banquises.

### Les personnages
Certains personnages de L'Île noyée ont des ressemblances frappantes avec d'autres personnages des précédents jeux de Sokal.
Ainsi, Sonia Jones ressemble physiquement à Ann Smith, héroïne de Paradise. Baïna Juhmu, quant à elle, évoque le souvenir de Yékoumani, dont était tombé amoureux Alexandre Valembois lors de son expédition en Amerzone au début des années 1930.

## Accueil
- Adventure Gamers : 3,5/5[13]
- Jeuxvideo.com : 15/20[14]